# Ljubo Miličević
Ljubo Miličević (* 13. Februar 1981 in Melbourne) ist ein australischer Fußballspieler, Sohn kroatischer Eltern, der zurzeit für die Newcastle United Jets in der A-League spielt.
Miličević begann seine Profikarriere bei den Melbourne Knights in Australien, wo er ein Spiel bestritt, bevor er 1999 zu Perth Glory wechselte, wo er eine gewichtige Rolle spielte, als er 2000 die westaustralische Mannschaft in ihr erstes NSL-Finale brachte. Er spielte daraufhin in der Schweiz für den FC Zürich und den FC Basel.
Er war der Kapitän sowohl der australischen U-20 und U-23-Auswahl, den Olyroos. Nachdem er als Kapitän berufen worden war, kam er 2001 zur U-20-Weltmeisterschaft nach Argentinien und zog die Aufmerksamkeit von Beobachtern großer Vereine auf sich, aber eine Knieverletzung zog sich über das Turnier hinfort, was das Ende dieser Chance bedeutete. Er verletzte sich vor den Olympischen Sommerspielen 2004 in Athen und gab den Medien offenbar einen Gruß mit dem Mittelfinger, nachdem er in einem Qualifikationsspiel ein Tor schoss. Dies war eine Antwort auf Behauptungen der australischen Medien, Frank Farinas Mannschaft wäre die schlechteste gewesen, die jemals zu der Olympiade gesendet worden wäre.
Er wurde auch in die Australische Fußballnationalmannschaft berufen. Sein erstes Spiel bestritt er 2005 gegen Indonesien. Er trat dreimal beim Konföderationen-Pokal 2005 auf, aber wurde nicht für die Mannschaft der Fußball-Weltmeisterschaft 2006 berücksichtigt.
Von 2004 bis 2006 spielte er beim FC Thun in der Super League. Für den FC Thun bestritt er 40 Meisterschaftspartien und in der Saison 2005/2006 insgesamt 5 Spiele in der Champions League sowie 6 Partien in der Qualifikationsphase zur Champions League und im UEFA-Pokal.
Am 17. Juli 2006 wurde er erneut von einem Schweizer Team verpflichtet: dem BSC Young Boys, einem Rivalen des FC Thun, dort aber wieder am 19. Februar 2007 entlassen. Nicht besser erging es ihm bei seinem folgenden Engagement bei Melbourne Victory. Nach einigen Skandalen, zog der Verein am 22. Februar 2008 einen Schlussstrich unter die belastete Verbindung. Am 4. Februar 2009 verpflichteten ihn die Newcastle United Jets für ihre bevorstehenden Aufgaben in der AFC Champions League.